# Augusto Cicaré
Augusto Ulderico Cicaré (Polvaredas, 25 de mayo de 1937-Saladillo, 26 de enero de 2022) fue un inventor argentino, autodidacta, fundador de la empresa Cicaré Helicópteros S.A. donde se comercializan los helicópteros desarrollados por él mismo.

## Biografía
Nació el 25 de mayo de 1937 en la localidad de Polvaredas, Partido de Saladillo, provincia de Buenos Aires, República Argentina.
A los 11 años, cursando 5.º grado, construye su primer motor de cuatro tiempos con el cual hace funcionar un lavarropas. En esa misma época convierte el motor de un automóvil para el empleo de gas envasado como combustible en lugar de nafta.
Debió hacerse cargo del taller de tornería de su tío. Destinó parte de su tiempo a la construcción de herramientas para el taller. En los años que siguen, adapta el torno para poder fabricar engranajes y estrías, construye una prensa hidráulica, un serrucho mecánico, una agujereadora, y una fresadora universal.
A los 12 años egresó de la escuela de educación primaria y abandona para siempre sus estudios.
Siendo apenas un joven de 14 años, desarrolló y fabricó totalmente un motor diésel de dos tiempos. Este proveía 6 HP de potencia, con un solo cilindro, de tipo estacionario y contaba con sólo cuatro piezas móviles. Este motor fue utilizado en su taller para accionar el torno en forma directa y además como un generador que proveía energía eléctrica al taller y a su casa (hasta su traslado a la ciudad de Saladillo, 18 años más tarde, lugar que ya contaba con energía eléctrica). El sistema de lubricación desarrollado para este motor le valió la obtención de la patente de invención correspondiente (fechada el 9 de septiembre de 1965).
A los 15 años diseñó un motor de 500 cm³ con árbol de levas a la cabeza, que tenía como destino una moto que pensaba construir. También diseñó su caja de velocidad de cuatro marchas. Las circunstancias hicieron que tuviera que vender el motor a un conocido suyo, quien lo colocó en una moto Harley-Davidson, y con el dinero obtenido por esta venta, comenzó a fabricar las primeras piezas de lo que era el sueño de su vida y su pasión, el helicóptero.
Por aquella época también diseñó y construyó una motoneta, incluyendo el motor y la caja de velocidades del tipo automática.
Falleció el 26 de enero de 2022 a los 84 años en el Hospital Regional Doctor Posadas.

## Aeronáutica
A los 21 años concretó su ambición de niño de fabricar y volar su primer helicóptero, el CICARE CH-1. Esta máquina, al igual que su motor, fueron creados con materiales e instrumentos que se encontraban a su alcance en su taller agrícola (caños de camas e instalaciones eléctricas en desuso), los cuales no eran propiamente materiales ni instrumentos aeronáuticos. El CICARE CH-1 se constituye en la primera aeronave de este tipo desarrollada y construida en Sudamérica.
Su segundo helicóptero, el CICARE CH-2 vuela por primera vez en el año 1964. Para este emprendimiento contó, en primer lugar, con la colaboración de sus vecinos de la localidad de Polvaredas y luego con el apoyo de la Fuerza Aérea Argentina.

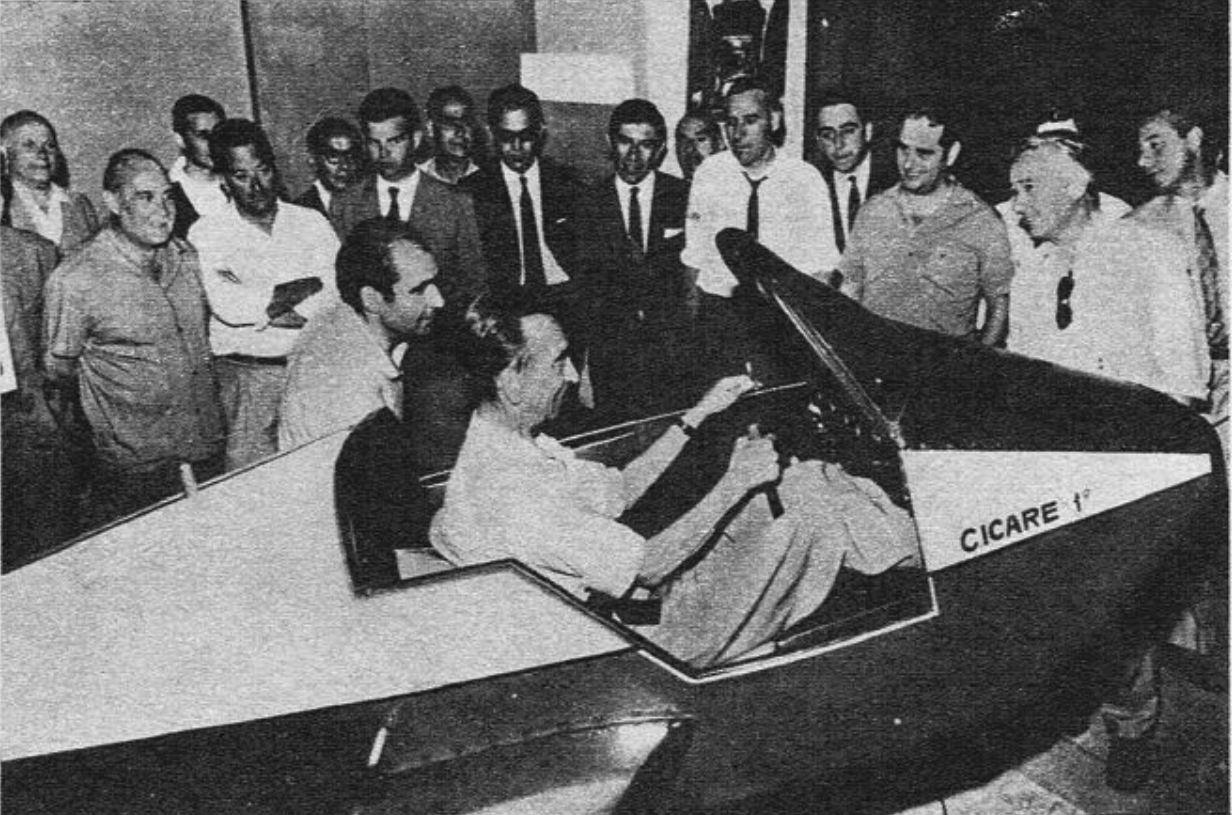
Cicaré 1º, el primer simulador de vuelo de avión en América Latina

En el año 1969 crea el Cicaré 1º, un simulador de vuelo de avión, el primero construido en América Latina. La UADE lo distingue por este trabajo.
En 1973, como producto de un contrato con la Fuerza Aérea Argentina y empresarios privados, diseñó y construyó el prototipo de su tercer modelo de helicóptero, el CICARE CH-3. Adapta un motor de automóvil para su uso como planta impulsora de esta aeronave. Por motivos presupuestarios la Fuerza Aérea se ve obligada a interrumpir el contrato. El modelo se concluyó sobre la base de su esfuerzo personal.
En el año 1982 aparece su cuarto modelo de helicóptero, el monoplaza CICARE CH-4. Construido a partir de materiales nacionales, inclusive el motor, este helicóptero demuestra excelentes condiciones de maniobrabilidad y estabilidad.
En julio de 1986 firma con la Fuerza Aérea Argentina un convenio para desarrollar un helicóptero de uso agrícola, equipado con un motor Lycoming de 150 HP. Surge así, el CICARE CH-5.
Paralelo al desarrollo del CICARE CH-5 y con el objeto de probar en vuelo sistemas y elementos para este, surge el mini-helicóptero CICARE CH-6, helicóptero monoplaza propulsado con un motor de Rotax de 64 HP. El sistema de comando es totalmente innovador y se patenta en diversos países.
El CICARE CH-6 fue presentado con singular éxito en 1990 en la convención anual de la Experimental Aircraft Asociation de U.S.A. (Oshkosh).
El 8 de julio de 1991 se patenta en la oficina de patentes de Estados Unidos "Mecanismo para controlar el comando pendular para helicópteros" (Mechanism for controlling pitch change in helicopter blades). La patente es oficialmente publicada el 24 de noviembre de 1992 bajo el número US5165854A. El mismo mecanismo se patenta el 22 de septiembre de 1992 en la oficina de patentes de la Unión Europea bajo el identificador EP0589091A1.
El CICARE CH-7 surge como derivado del CICARE CH-6, con mejoras fundamentalmente en confiabilidad y performance. Este modelo realiza demostraciones de vuelo en Recife, Brasil, en el año 1991. En el año 1992 el CICARE CH-7 Angel es presentado en el Meeting Internacional de Ultralivianos en Bassano del Grappa, Italia y en la convención de Oshkosh del mismo año. El prestigioso diseñador Italiano Marcelo Gandini diseña la cabina y así surge el CICARE CH-7 Angel.
En marzo de 1993 realiza sus primeros vuelos el CICARE CH-8 UL, helicóptero de tipo ultraliviano, biplaza y bimotor. Este fue el primer diseño de Cicaré para la firma Cicaré Helicópteros S.A.
El 6 de octubre de 1993 se forma la Empresa Cicaré Helicópteros S.A. Augusto Cicaré es designado Director y Responsable Técnico de la misma.
En el año 1994 desarrolla para Cicaré Helicópteros S.A. el simulador y entrenador de vuelo para helicópteros CICARE SVH-3, que revolucionó el sistema de enseñanza en el mundo entero por sus características únicas.
Para dar mayor confiabilidad al vuelo deportivo, durante el año 1996, crea el CICARE CH-7 2000VL. Este es un helicóptero ultraliviano con dos motores que puede aterrizar con un solo motor operativo dando mayor seguridad y minimizando riesgos.
También en ese año desarrolla el CICARE CH-10C, helicóptero ultraliviano contrarrotante, monoplaza y multimotor.
En marzo de 1998 vuela una nueva creación, el CICARE CH-11C, helicóptero contrarrotante con un sistema inédito de mando de paso variable.
Durante el año 2000 se dedica al desarrollo y construcción de una caja reductora para ser aplicada a la turbina Labala GFL 2000 y de esta manera darle aplicación Aeronáutica a esta turbina Argentina.
En septiembre de 2001 vuela el CICARE CH-2002, helicóptero biplaza con motor a turbina.
En enero de 2006 se comenzó el diseño del prototipo experimental y la producción del prototipo experimental del CICARE CH-14

### En la industria automotriz
A pedido de Juan Manuel Fangio diseña y construye un nuevo motor de cuatro cilindros en V de cuatro tiempos para instalar en automóviles DKW, utilizando por primera vez en la Argentina distribución por correas dentadas. Este motor es exhaustivamente probado por Fangio recorriendo más de 100.000 km con óptimos resultados. Posteriormente se desarrolla, utilizando el mismo block, una versión para competencias internacionales con cuatro válvulas por cilindro, obteniéndose potencias similares a los motores europeos. El programa queda trunco con el cierre de la empresa DKW.
En el año 1972 desarrolla y fabrica una bomba recuperadora de aceite para los motores de automóviles de competición del equipo oficial de la General Motors.
Un año más tarde diseña y fabrica filtros de aceite y gasoil para motores diésel y comienza a fabricar pequeños tractores para cortar césped y remolcar pequeñas cargas. También desarrolla un motor aeronáutico de cuatro cilindros, dos tiempos y 60 HP de potencia.
En el año 1975 transforma los motores nafteros de seis cilindros de Ford y Chevrolet diésel, mediante el agregado de una nueva tapa de cilindros.
En el año 1980 diseña y construye bombas recuperadoras de aceite que equipan hasta la actualidad a la mayoría de los automóviles de competición de categoría ‘Turismo’.
Para simplificar la conversión de motores nafteros a diésel diseña un nuevo sistema que es registrado, obteniendo la patente de invención de este sistema N.º 234.852.

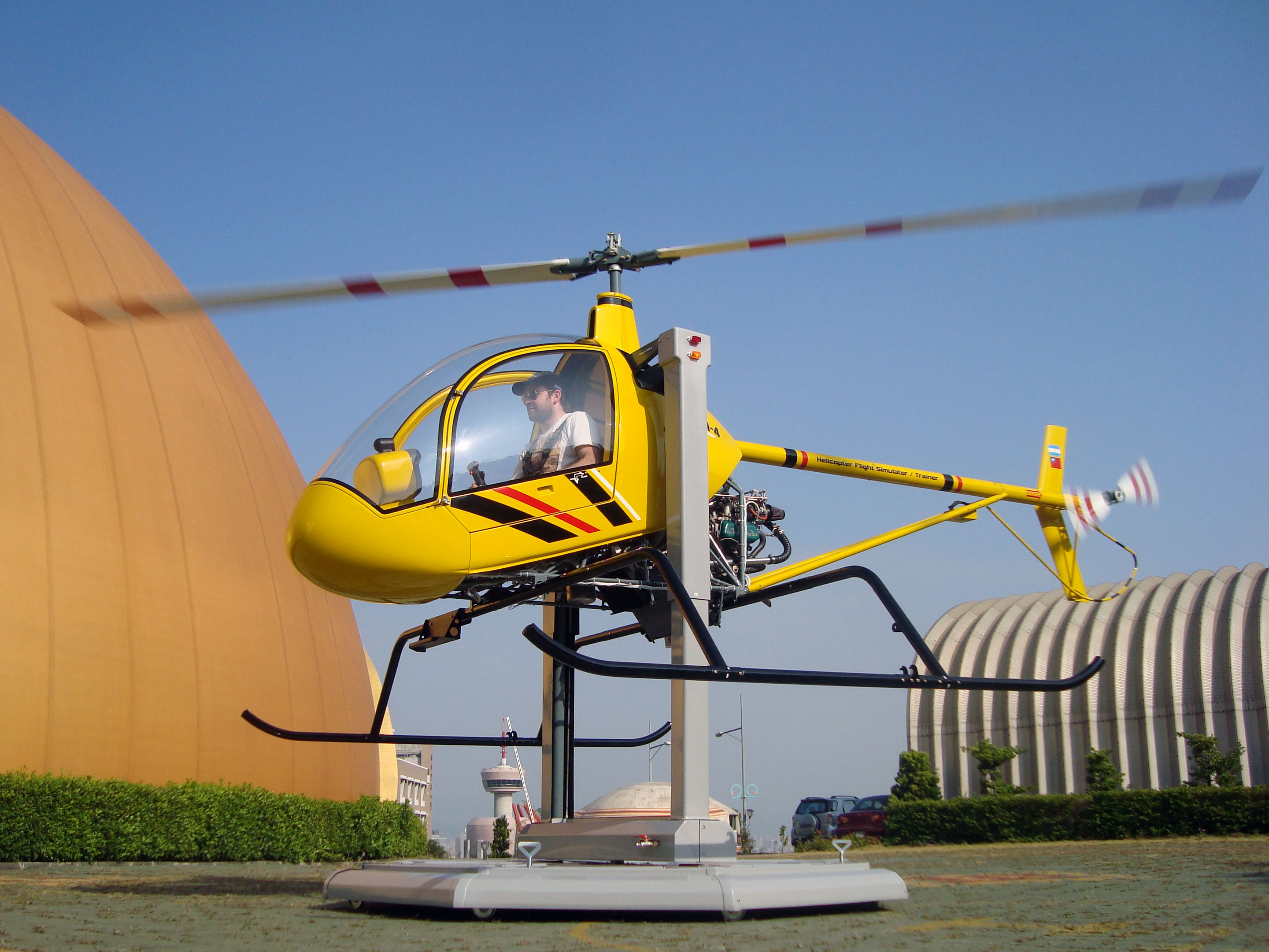
Cicaré SVH-4

Para complementar los trabajos de conversión de motores nafteros a diésel, en ese año también diseña una nueva bomba inyectora diésel de tipo axial, con el objeto de obtener una bomba de tecnología más simple y mayor rendimiento.
A mediados de 2002 realiza las primeras pruebas de un novedoso sistema que permite alimentar en forma dual (Gasoil y GNC) motores de ciclo Diesel.
Durante el año 2003 se experimenta en numerosos vehículos el Sistema Diesel-Gas Cicaré recorriéndose más de 1.000.000 de km con óptimos resultados y se tramita la homologación del mismo ante el Instituto del Gas Argentino y el ENARGAS.
El 19 de enero de 2004 el Instituto del Gas Argentino (IGA) emite el certificado de homologación del Sistema Diesel-Gas Cicaré.

## Reconocimientos
En 1970 la Cámara Juniors de Buenos Aires lo distingue como uno de los diez jóvenes sobresalientes de la Argentina.
El Ministerio de Educación y Cultura de la Nación lo nombra Maestro Técnico. En ese mismo año la publicación inglesa JANE'S le dedica una extensa nota donde destaca las realizaciones del incipiente constructor argentino de helicópteros.
Por su trabajo en la bomba inyectora diésel de tipo axial es galardonado con el Premio Juan Manuel Fangio, instituido por el Banco de la Provincia de Buenos Aires para estímulo al talento de técnicos y profesionales argentinos.
El 31 de julio de 1993 el Honorable Consejo Deliberante de la ciudad de Saladillo lo distingue como Personalidad Ilustre.
En 10 de agosto de 1996 recibe de manos del entonces presidente de la Nación Carlos Saúl Menem una distinción como Amigo de la Fuerza Aérea Argentina. En el mismo año  el Comando de Regiones Aéreas de la Fuerza Aérea Argentina le otorga la Licencia de Piloto Privado de Helicópteros y el Consejo Profesional de la Ingeniería Aeronáutica y Espacial le otorga a Augusto Cicaré, la Matrícula Honoraria de Ingeniero Aeronáutico y Espacial.
El Consejo Profesional de la Ingeniería Aeronáutica y Espacial en el año 1997 le otorga, por ser referencia mundial en el campo de la Ingeniería Aeronáutica, la Matrícula Honoraria de Ingeniero Aeronáutico y Espacial. El nombre de Augusto Ulderico Cicaré aparece en enciclopedias y manuales internacionales más destacados, lo que es un orgullo para el quehacer aeronáutico argentino.
En noviembre de 1998 participa con el simulador de vuelo CICARE SVH-3 del concurso "Ladislao José Biro", auspiciado por el Instituto Nacional de la Propiedad Industrial (INPI) y la Asociación Argentina de Inventores. Se le otorga el primer premio en la categoría Mecánica y es seleccionado como el mejor invento del año, con el reconocimiento de la Federación Internacional de Inventores (IFIA) y la Organización Mundial de la Propiedad Intelectual (OMPI). Por tal motivo representa a la República Argentina en la Exposición Internacional de inventos en Ginebra, Suiza, desde el 30/04/1999 hasta el 09/05/1999 obteniendo la medalla de oro en la categoría ‘P’ (aeronáutica, náutica, vehículos y accesorios).
El 12 de mayo de 1999 el senador provincial Juan Manuel Vaudagna presenta ante el Senado y la Cámara de Diputados el Proyecto de Ley para nombrar Ciudadano Ilustre de la Provincia de Buenos Aires a Augusto Ulderico Cicaré, siendo dicho proyecto aprobado por unanimidad.

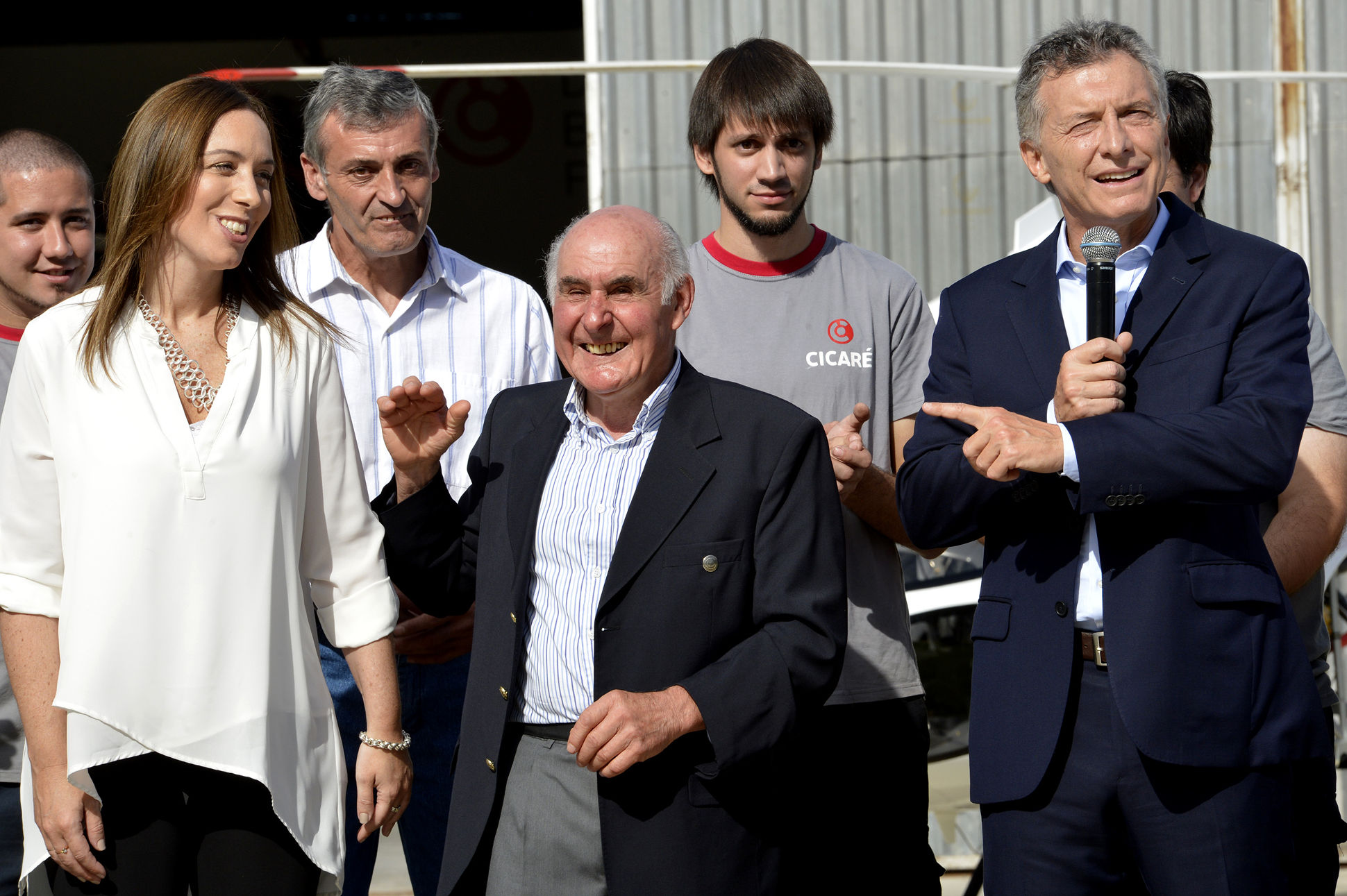
Cicaré junto a María Eugenia Vidal y Mauricio Macri.

El 25 de mayo de 1999 la Municipalidad de Saladillo organiza un almuerzo para festejarle el cumpleaños a Augusto y el Intendente le entrega la llave de la Ciudad en reconocimiento a su trayectoria. Más de 1500 personas concurren al almuerzo.
El 31 de julio de 1999 el Honorable consejo Deliberante de Saladillo, por Decreto N.º 10/99 impone el nombre de Augusto Ulderico Cicaré al acceso que comienza en Rotonda Ruta 205 hasta el AeroClub Local. Encontrándose la planta industrial de Cicare Helicópteros S.A. situada aproximadamente en el punto medio de dicho acceso.
El 30 de octubre de 2014, los Diputados Nacionales  Omar A. Duclos, Hertor R. Daer, y Fabian F. Peralta Duclos presentan el proyecto de Ley Nacional expediente 8590-D-2014. En mismo propone declarar a la Ciudad de Saladillo, Provincia de Buenos Aires "Capital Nacional del Helicóptero Argentino" en función de los logros conseguidos por "Pirincho Cicaré". El mismo se encuentra a la espera de tratamiento, con trámite parlamentario 156 (30/10/2014).
La avenida principal de su pueblo natal lleva su nombre.